# بوآی شنی کنیا
بوآی شنی کنیا (نام علمی: Eryx colubrinus) نام یک گونه از تیره اژدرماران است. این گونه در شمال کنیا یافت می‌شود. اندازه این گونه مار می‌تواند به ۹۱ سانتی‌متر برسد. این گوته در شمال آفریقا از مصر، غرب نیجر، سومالی، اتیوپی، سودان، کنیا یافت می‌شود.